# 氷見警察署
氷見警察署（ひみけいさつしょ）は、富山県警察が管轄する警察署の一つである。識別章所属表示はHMである。

## 所在地
- 富山県氷見市窪300番地

## 管轄区域
- 氷見市

## 組織
- 署長（警視）

- 副署長兼警務課長兼会計課長兼警備課長（警視）
  - 警務課
    - 警務係、県民相談係

  - 警備課
    - 警備係

  - 会計課
    - 会計係

- 刑事生活安全課
  - 庶務係、生活安全係、刑事係、鑑識係

- 地域交通課
  - 地域総務係、自動車警ら係、企画送致係、指導係、事故捜査係

## 交番
- 中央交番（氷見市南大町10-1）
- 藤奈美交番（氷見市上泉455-4）

## 警察官駐在所
- 仏生寺警察官駐在所（氷見市仏生寺84-1）
- 上庄警察官駐在所（氷見市泉338）
- 熊無警察官駐在所（氷見市谷屋620）
- 速川警察官駐在所（氷見市小久米36-1）
- 碁石警察官駐在所（氷見市余川355-1）
- 八代警察官駐在所（氷見市磯辺813）
- 阿尾警察官駐在所（氷見市阿尾146-2）
- 宇波警察官駐在所（氷見市宇波162）
- 女良警察官駐在所（氷見市中田1403-1）

## 沿革
- 1954年（昭和29年）7月 - 警察法改正に伴い、氷見市警察が廃止、富山県氷見警察署となる（旧市警察庁舎は1954年10月に氷見市立図書館となった）[1]
- 1975年（昭和50年）3月31日 - 現在の氷見警察署庁舎完成[2]。
- 2024年（令和6年）7月1日：高岡警察署とのブロック運用（高岡エリア）が導入され、署長、副署長、次長を除く警察官による2署兼務体制に移行[3]。

## 誤認逮捕事件
2002年4月15日、同年3月に当時16歳の少女に暴行を働こうとしたとして、当時タクシー運転手だった34歳の男性が婦女暴行未遂容疑で逮捕され、5月には別の少女への婦女暴行容疑により再逮捕された。富山地方裁判所により懲役3年が確定。刑に服し出所したが、実はその罪全てが冤罪であったことが、別の容疑で逮捕された51歳の男の供述により判明。2007年1月19日に富山県警察が謝罪した。また、これを受けて富山地方検察庁は、男性の無罪判決を求める再審請求を富山地裁に行う方針（詳細は氷見事件を参照）。